# 1996 Adams
1996 Adams је астероид главног астероидног појаса са средњом удаљеношћу од Сунца која износи 2,557 астрономских јединица (АЈ).
Апсолутна магнитуда астероида је 12,1.